# Jiangxin, Anhui
Jiangxin (kinesiska: 江心) är en socken i östra Kina. Den ligger i Dangtu härad i staden Ma'anshan i provinsen Anhui, omkring 110 kilometer öster om provinshuvudstaden Hefei. Antalet invånare är 21025. Befolkningen består av 9 902 kvinnor och 11 123 män. Barn under 15 år utgör 13,0 %, vuxna 15-64 år 73 %, och äldre över 65 år 13,0 %.